# Eusébio (Ceará)
Eusébio è un comune del Brasile nello Stato del Ceará, parte della mesoregione Metropolitana de Fortaleza e della microregione di Fortaleza.